# Austrolebias
Austrolebias là một chi cá ở Nam Mỹ trong họ Rivulidae.

## Các loài
Tất cả có 43 loài đã được ghi nhận trong chi này:
- Austrolebias adloffi (C. G. E. Ahl, 1922)
- Austrolebias affinis (L. H. Amato, 1986)
- Austrolebias alexandri (Castello & R. B. López, 1974)
- Austrolebias apaii W. J. E. M. Costa, Laurino, Recuero & Salvia, 2006
- Austrolebias arachan Loureiro, Azpelicueta & G. B. García, 2004
- Austrolebias bellottii (Steindachner, 1881) (Cá lê Argentine)
- Austrolebias carvalhoi (G. S. Myers, 1947)
- Austrolebias charrua W. J. E. M. Costa & Cheffe, 2001
- Austrolebias cheradophilus (Vaz Ferreira, Sierra de Soriano & Scaglia de Paulete, 1964)
- Austrolebias cinereus (L. H. Amato, 1986)
- Austrolebias cyaneus (L. H. Amato, 1987)
- Austrolebias duraznensis (G. B. García, Scvortzoff & A. Hernández, 1995)
- Austrolebias elongatus (Steindachner, 1881)
- Austrolebias gymnoventris (L. H. Amato, 1986)
- Austrolebias ibicuiensis (W. J. E. M. Costa, 1999)
- Austrolebias jaegari W. J. E. M. Costa & Cheffe, 2002
- Austrolebias juanlangi W. J. E. M. Costa, Cheffe, Salvia & Litz, 2006
- Austrolebias litzi W. J. E. M. Costa, 2006
- Austrolebias luteoflammulatus (Vaz Ferreira, Sierra de Soriano & Scaglia de Paulete, 1964)
- Austrolebias melanoorus (L. H. Amato, 1986)
- Austrolebias minuano W. J. E. M. Costa & Cheffe, 2001
- Austrolebias monstrosus (Huber, 1995)
- Austrolebias nachtigalli W. J. E. M. Costa & Cheffe, 2006
- Austrolebias nigripinnis (Regan, 1912) (Blackfin pearlfish)
- Austrolebias nigrofasciatus W. J. E. M. Costa & Cheffe, 2001
- Austrolebias nioni (Berkenkamp, Reichert & Prieto, 1997)
- Austrolebias nonoiuliensis (Taberner, Fernández-Santos & Castelli, 1974)
- Austrolebias paranaensis W. J. E. M. Costa, 2006
- Austrolebias patriciae (Huber, 1995)
- Austrolebias paucisquama Ferrer, L. R. Malabarba & W. J. E. M. Costa, 2008
- Austrolebias periodicus (W. J. E. M. Costa, 1999)
- Austrolebias prognathus (L. H. Amato, 1986)
- Austrolebias quirogai Loureiro, Duarte & Zarucki, 2011
- Austrolebias reicherti (Loureiro & G. B. García, 2004)
- Austrolebias robustus (Günther, 1883)
- Austrolebias toba Calviño, 2006
- Austrolebias univentripinnis W. J. E. M. Costa & Cheffe, 2005
- Austrolebias vandenbergi (Huber, 1995)
- Austrolebias varzeae W. J. E. M. Costa, R. E. dos Reis & Behr, 2004
- Austrolebias vazferreirai (Berkenkamp, Etzel, Reichert & Salvia, 1994)
- Austrolebias viarius (Vaz Ferreira, Sierra de Soriano & Scaglia de Paulete, 1964)
- Austrolebias wolterstorffi (C. G. E. Ahl, 1924)